# Creme Puff
Creme Puff (3. srpna 1967 – 6. srpna 2005) 
byla kočka domácí patřící Jake Perrymu, žijící v Austinu, hlavním městě státu Texas. 
Proslavila se jako nejstarší zaznamenaná kočka na světě. V roce 2010 byla zapsaná do Guinnessovy knihy rekordů s rekordním věkem 38 let a 3 dny. 
Spoluautoři knihy se domnívali, zda dlouhověkost Perryho koček může mít něco společného s neobvyklou dietou, která zahrnovala, mimo jiné, také krůtí maso s vejci a slaninou, chřestem, brokolicí a každodenní čajové lžičky kávy. Jake Perry ale tvrdí, že za dlouhověkost jeho koček může jeho nezměrná lidská láska a péče.[zdroj?]

## Granpa
Jake Parry měl několik koček. Mezi nejslavnější také patří kocour Granpa, který se narodil v roce 1964 a zemřel v roce 1998 ve věku 34 let a 2 měsíce. Granpa byl posmrtně prohlášen kočkou roku 1999 americkým magazínem Cats & Kittens. Kocour byl také zmíněn ve starších vydáních Guinnessových knih rekordů.